# Fredericella sultana
Fredericella sultana är en mossdjursart som beskrevs av Johann Friedrich Blumenbach 1779. Fredericella sultana ingår i släktet Fredericella och familjen Fredericellidae.

## Underarter
Arten delas in i följande underarter:
- F. s. crenulata
- F. s. jordanica